# Electra Igualadina
Electra Igualadina és un recinte industrial del municipi d'Igualada a la comarca d'Anoia destinat a la distribució d'electricitat. Consta de dues edificacions principals, els tallers i oficines al carrer del Sol, i dues naus amb façana al carrer del Rec que acullen les turbines i els aparells de distribució. L'edifici d'oficines amb façana principal de maó i pedra té unes obertures i uns elements de coronament clarament modernistes. Les naus tenen un marcat caràcter industrial, en què destaquen els elements de maó dels extrems i la part superior dels vessants de la teulada. En destaquen els forats que permetien el pas dels fils de la xarxa elèctrica. És un edifici que forma part de l'Inventari del Patrimoni Arquitectònic de Catalunya.
Ara és propietat d'Endesa ja no té cap funció en la producció de la llum, que el 2016 va decidir enderrocar-ne parts no autèntics. El destí de l'edifici després de la rehabilitació encara no és clar.

## Història
El 1903 uns fabricants i negociants igualadins, Joan Serra i Constansó (1864-1924), Aleix Gabarró i Castelló, Sebastià Castelltort, Jaume Roca i Vallès, Marià Munguet i Mullerat, Joan Esteve i Barral, blanquer i Josep Casanovas Cardona van fundar l'Electra Igualadina amb un capital de 150.000 pessetes.
L'edifici es va construir en una finca anomenada hort dels Mussons, propietat de Miquel Castelltort i Mateu. El president aleshores era Aleix Gabarró i Castelló. A partir del 1912, aquesta empresa inicià la distribució d'electricitat a la xarxa del consum domiciliari alhora que contribuí a l'expansió de la indústria cotonera. En aquesta època, la petita central termoelèctrica va tenir un paper decisiu a la reindustrialització d'una ciutat industrial en crisi pel preu del carbó i l'escas potencial hidroelèctric de l'Anoia. El 1914 obtingué l'adjudicació de l'enllumenat dels carrers d'Igualada.